# Segunda División Peruana 2013
El Campeonato Descentralizado ADFP-SD 2013, conocida como Segunda División del Perú 2013, fue la edición número 61 de la Segunda División del Perú, la octava desde que se descentraliza en 2006 y la octava bajo la denominación de Campeonato Descentralizado ADFP-SD.
En esta versión 2013, se sumaron los clubes Sport Boys que descendió del Campeonato Descentralizado 2012 y el Alfonso Ugarte que ascendió al haber logrado el subcampeonato en la Copa Perú 2012.
El Coronel Bolognesi de Tacna no jugó el torneo debido a problemas económicos por lo que descendió a la Copa Perú. El Cobresol FBC tampoco jugó el campeonato ya que la ADFP determinó que el club estaba en abandono y que nadie puede pagar las deudas cuantiosas del club.
Finalmente se decidió invitar a los Sport Victoria, Sportivo Huracán, Walter Ormeño, Alianza Cristiana, Defensor San Alejandro, Deportivo Municipal, y que se unieron a los 6 restantes equipos participantes de la temporada anterior, para conformar un total de catorce escuadras que participaron en el torneo.
El torneo comenzó  el 20 de abril y terminó el 20 de octubre, coronando como campeón a Los Caimanes, quien ascendió automáticamente a la Primera División para la temporada 2014. Los equipos que descendieron a la Copa Perú para la temporada 2014 fueron los clubes Sport Áncash, que finalizó en el penúltimo lugar y Alianza Cristiana que finalizó en el último lugar de la tabla acumulada del año.

## Aspectos generales

### Modalidad
La Asociación Deportiva de Fútbol Profesional determinó que el Torneo 2013 se jugara con 14 equipos ya que la idea de jugar con 16 quedó desterrada por el hecho de que los clubes Sporting Pizarro, Alfred Nobel, Deportivo Credicoop y Deportivo Binacional no fueron capaces de presentar el aval económico para integrarse, previa evaluación financiera (desembolsar entre 50 y 120 mil dólares).
Los 14 equipos jugaron todos contra todos. El Campeonato Descentralizado ADFP-SD 2013 se jugó en una sola Etapa que constó de dos ruedas con partidos de ida y vuelta, se inició el 20 de abril y finalizó el 20 de octubre, al término de lo cual se determinó al club Campeón, que ascendió a la Primera División, así como a los dos clubes que descendieron de Categoría.
El Campeonato se jugará en 26 fechas, con partidos todos contra todos en dos ruedas, en el campeonato un Club tiene derecho a jugar en condición de local una vez contra cada uno de los demás Clubes participantes.

### Proclamación del Campeón
El Club que obtenga el mayor puntaje acumulado en el Campeonato Descentralizado ADFP-SD 2013 obtendrá el título de Campeón.
Si dos clubes empataran en puntos en el primer puesto al término de la segunda rueda, la Junta Directiva de la ADFP-SD programará en el término de siete días calendario como máximo, un partido definitorio en el escenario que a su criterio garantice la mejor realización del mismo. Si al término del partido se encontraran empatados, se jugará dos tiempos suplementarios de quince minutos cada uno; y de persistir el empate se lanzarán penales bajo el Sistema FIFA, hasta definir a un equipo ganador. El ganador será declarado Campeón y el perdedor ocupará el segundo lugar como Subcampeón. Los gastos y beneficios de este partido serán asumidos en partes iguales.

### Definición del descenso
Los clubes que ocupen los dos últimos lugares al finalizar el Campeonato Descentralizado ADFP-SD 2013 Descenderán de Categoría, debiendo intervenir en la Etapa Regional de la Copa Perú 2014, como un Campeón Departamental más.
En caso de producirse el retiro y/o exclusión de un equipo en el transcurso del Campeonato, automáticamente este será considerado dentro del cupo del Descenso de Categoría.
Fuente: Bases ADFP-SD 2013

## Ascensos y descensos
| Posición | al Campeonato Descentralizado 2013 |
| -------- | ---------------------------------- |
| 1º       | Pacífico FC                        |

| Posición | del Campeonato Descentralizado 2012 |
| -------- | ----------------------------------- |
| 15º      | Sport Boys                          |

| Posición          | a la Segunda División 2013 |
| ----------------- | -------------------------- |
| 2° Copa Perú 2012 | Alfonso Ugarte             |
| 3°                | Sport Victoria             |
| 4°                | Alianza Cristiana          |
| 7°                | Defensor San Alejandro     |
| 9°                | Sportivo Huracán           |
| 11°               | Deportivo Municipal        |
| 16°               | Walter Ormeño              |

| Posición | de la Segunda División 2012 |
| -------- | --------------------------- |
| 9°       | Alianza Unicachi            |
| 10°      | Hijos de Acosvinchos        |
| Deudor   | Coronel Bolognesi           |
| Deudor   | Cobresol FBC                |

## Equipos participantes
| Club                   | Entrenador        | Ciudad            | Estadio               | Capacidad | Marca     | Patrocinador      |
| ---------------------- | ----------------- | ----------------- | --------------------- | --------- | --------- | ----------------- |
| Alfonso Ugarte         | Mario Flores      | Puno              | Enrique Torres Belón  | 25.000    | Walon     | Roger Saya        |
| Alianza Cristiana      |                   | Alianza Cristiana | Max Augustín          | 25.000    | NewLife   | Kola San Martín   |
| Alianza Huánuco        | Lizandro Barbarán | Huánuco           | Heraclio Tapia        | 25.000    | Loma's    | UDH               |
| Atlético Minero        | José Verme        | Matucana          | Municipal de Matucana | 5.000     | NewLife   | Agrícola Chapi    |
| Atlético Torino        | Segundo Gonzales  | Talara            | Campeonísimo          | 8.000     | Real      | Grupo Raype       |
| Defensor San Alejandro | Yojano Bermúdez   | San Alejandro     | Aliardo Soria         | 25.000    | NewLife   | Gambini           |
| Deportivo Coopsol      | Gustavo Roverano  | Chancay           | Rómulo Shaw           | 3.000     | Polmer    | Coopsol Minería   |
| Deportivo Municipal    | Julio Argote      | Lima              | Ivan Elías Moreno     | 12.000    | Convert   |                   |
| Los Caimanes           | Teddy Cardama     | Puerto Eten       | Elías Aguirre         | 24.500    | Multimax  | Constructora Gira |
| Sport Áncash           |                   | Huaraz            | Rosas Pampa           | 20.000    | Loma's    | Saco Oliveros     |
| Sport Boys             | Pablo Bossi       | Callao            | Miguel Grau           | 17.000    | Triathlon |                   |
| Sport Victoria         | Eusebio Salazar   | Ica               | Picasso Peratta       | 25.000    | Real      | IVC               |
| Sportivo Huracán       | Willy Escapa      | Arequipa          | Monumental de la UNSA | 60.000    | Real      | Presta Sur        |
| Walter Ormeño          | Juan Cabanillas   | Imperial          | Óscar Ramos           | 5.000     | NewLife   | Grupo Alcalá      |

### Cambios de entrenadores
| Club                   | Entrenador saliente  | Entrenador entrante | Fecha |
| ---------------------- | -------------------- | ------------------- | ----- |
| Sport Victoria         | Mifflin Bermúdez     | Abelho Tordoya      | 3º    |
| Sport Victoria         | Abelho Tordoya       | Eusebio Salazar     | 5º    |
| Defensor San Alejandro | José Luis Bustamante | Javier Arce         | 4º    |
| Sport Áncash           | José Torres          | Miguel Guzmán       | 8º    |
| Sport Áncash           | Miguel Guzmán        | Giancarlo Riega     | 11º   |
| Sport Boys             | Jorge Espejo         | Pablo Bossi         | 11º   |
| Deportivo Municipal    | Héctor Chumpitaz     | Julio Argote        | 14º   |
| Sportivo Huracán       | Julio Zamora         | Jesús Oropeza       | 14º   |
| Sport Áncash           | Giancarlo Riega      | Víctor Bullón       | 14º   |
| Sport Áncash           | Víctor Bullón        |                     | 17º   |
| Deportivo Coopsol      | Ernesto Aguirre      | Gustavo Roverano    | 18º   |
| Sportivo Huracán       | Jesús Oropeza        | Willy Escapa        | 22º   |
| Defensor San Alejandro | Javier Arce          | Johano Bermúdez     | 23º   |

### Equipos porDepartamentos
| Departamentos | N.º | Club                                                                        |
| ------------- | --- | --------------------------------------------------------------------------- |
| Lima          | 4   | - Atlético Minero - Deportivo Coopsol - Deportivo Municipal - Walter Ormeño |
| Áncash        | 1   | - Sport Áncash                                                              |
| Arequipa      | 1   | - Sportivo Huracán                                                          |
| Callao        | 1   | - Sport Boys                                                                |
| Huánuco       | 1   | - Alianza Huánuco                                                           |
| Ica           | 1   | - Sport Victoria                                                            |
| Lambayeque    | 1   | - Los Caimanes                                                              |
| Loreto        | 1   | - Alianza Cristiana                                                         |
| Piura         | 1   | - Atlético Torino                                                           |
| Puno          | 1   | - Alfonso Ugarte                                                            |
| Ucayali       | 1   | - Defensor San Alejandro                                                    |

| Alianza Cristiana Sport Áncash Sportivo Huracán Alianza Huánuco Los Caimanes Sport Victoria Defensor San Alejandro Alfonso Ugarte Atlético Torino Walter Ormeño Municipal Atlético Minero Coopsol Boys |

## Tabla de posiciones
|  | Pos. | Equipos                       |                       | PJ | PG | PE | PP | GF | GC | Dif. | Pts. |
|  | ---- | ----------------------------- | --------------------- | -- | -- | -- | -- | -- | -- | ---- | ---- |
|  | 1º   | Los Caimanes (C)              | Se mantuvo            | 26 | 14 | 10 | 2  | 50 | 28 | +22  | 52   |
|  | 2º   | Alfonso Ugarte                | Se mantuvo            | 26 | 15 | 4  | 7  | 45 | 18 | +27  | 49   |
|  | 3º   | Atlético Torino               | Se mantuvo            | 26 | 14 | 4  | 8  | 44 | 30 | +14  | 46   |
|  | 4º   | Deportivo Coopsol             | Ascendió de posición  | 26 | 10 | 10 | 6  | 40 | 31 | +9   | 40   |
|  | 5°   | Alianza Huánuco               | Descendió de posición | 26 | 10 | 10 | 6  | 52 | 45 | +7   | 40   |
|  | 6º   | Sport Boys (*)                | Ascendió de posición  | 26 | 12 | 7  | 7  | 35 | 24 | +11  | 39   |
|  | 7º   | Defensor San Alejandro        | Ascendió de posición  | 26 | 11 | 6  | 9  | 42 | 37 | +5   | 39   |
|  | 8º   | Walter Ormeño                 | Descendió de posición | 26 | 10 | 8  | 8  | 31 | 24 | +7   | 38   |
|  | 9º   | Sportivo Huracán              | Se mantuvo            | 26 | 7  | 15 | 4  | 33 | 26 | +7   | 36   |
|  | 10º  | Sport Victoria                | Se mantuvo            | 26 | 10 | 4  | 12 | 27 | 32 | -5   | 34   |
|  | 11º  | Deportivo Municipal           | Se mantuvo            | 26 | 8  | 6  | 12 | 31 | 32 | -1   | 30   |
|  | 12º  | Atlético Minero               | Se mantuvo            | 26 | 7  | 7  | 12 | 22 | 27 | -5   | 28   |
|  | 13º  | Sport Áncash (*) (**) (D)     | Se mantuvo            | 26 | 3  | 5  | 18 | 18 | 59 | -41  | 10   |
|  | 14º  | Alianza Cristiana (*)(**) (D) | Se mantuvo            | 26 | 1  | 2  | 23 | 8  | 65 | -57  | 1    |

(*) Sport Boys, Sport Áncash y Alianza Cristiana, perdieron 4 puntos cada uno, por infracción cometida al Reglamento Económico Financiero.
(**) Oficialmente, Alianza Cristiana y Sport Áncash, pierden la Categoría y se les declara perdedor por el marcador de 0-3 ante los Equipos con los cuales les toque jugar.
Fuente: ADFP-SD
|  | Asciende a Primera División |
|  | Descienden a Copa Perú      |

| (C) Campeón    |
| (D) Descendido |

- El Cobresol FBC descendió Segunda División 2013 pero a falta de 8 fechas, descendió a Copa Perú 2014 por Deudas y sus resultados fueron borrados.

### Evolución de la clasificación
| Equipo / Jornada       | 1  | 2  | 3  | 4  | 5  | 6  | 7  | 8  | 9  | 10 | 11 | 12 | 13 | 14 | 15 | 16 | 17 | 18 | 19 | 20 | 21 | 22 | 23 | 24 | 25 | 26 |
| ---------------------- | -- | -- | -- | -- | -- | -- | -- | -- | -- | -- | -- | -- | -- | -- | -- | -- | -- | -- | -- | -- | -- | -- | -- | -- | -- | -- |
| Los Caimanes           | 5  | 9  | 5  | 2  | 4  | 2  | 3  | 4  | 5  | 5  | 2  | 1  | 2  | 1  | 1  | 1  | 1  | 2  | 3  | 1  | 1  | 1  | 1  | 1  | 1  | 1  |
| Alfonso Ugarte         | 1  | 5  | 3  | 6  | 3  | 4  | 5  | 5  | 4  | 3  | 5  | 3  | 1  | 2  | 2  | 3  | 3  | 3  | 1  | 2  | 2  | 2  | 2  | 2  | 2  | 2  |
| Atlético Torino        | 1  | 1  | 1  | 1  | 1  | 1  | 2  | 2  | 3  | 1  | 4  | 2  | 3  | 4  | 4  | 2  | 2  | 1  | 2  | 3  | 3  | 3  | 3  | 3  | 3  | 3  |
| Deportivo Coopsol      | 7  | 3  | 2  | 5  | 2  | 3  | 1  | 1  | 2  | 2  | 3  | 4  | 4  | 3  | 3  | 4  | 4  | 4  | 4  | 4  | 5  | 6  | 4  | 5  | 6  | 4  |
| Alianza Huánuco        | 5  | 8  | 11 | 8  | 11 | 10 | 9  | 8  | 8  | 9  | 7  | 8  | 8  | 9  | 9  | 8  | 8  | 9  | 8  | 7  | 7  | 9  | 8  | 6  | 4  | 5  |
| Sport Boys             | 7  | 11 | 9  | 4  | 6  | 5  | 4  | 3  | 1  | 4  | 1  | 5  | 5  | 5  | 6  | 6  | 6  | 8  | 10 | 10 | 8  | 7  | 9  | 9  | 7  | 6  |
| Defensor San Alejandro | 13 | 7  | 10 | 13 | 12 | 13 | 13 | 12 | 9  | 12 | 9  | 11 | 10 | 8  | 8  | 7  | 7  | 6  | 6  | 6  | 4  | 4  | 5  | 4  | 8  | 7  |
| Walter Ormeño          | 9  | 10 | 6  | 9  | 8  | 9  | 7  | 6  | 6  | 6  | 6  | 6  | 6  | 6  | 5  | 5  | 5  | 5  | 5  | 5  | 6  | 5  | 6  | 7  | 5  | 8  |
| Sportivo Huracán       | 9  | 4  | 7  | 3  | 5  | 6  | 6  | 7  | 7  | 7  | 8  | 7  | 7  | 11 | 11 | 10 | 10 | 10 | 9  | 8  | 9  | 8  | 7  | 8  | 9  | 9  |
| Sport Victoria         | 13 | 13 | 13 | 12 | 13 | 11 | 12 | 13 | 13 | 11 | 11 | 9  | 11 | 10 | 10 | 11 | 11 | 11 | 11 | 11 | 11 | 11 | 10 | 10 | 10 | 10 |
| Deportivo Municipal    | 3  | 2  | 4  | 7  | 7  | 7  | 8  | 10 | 11 | 8  | 10 | 12 | 12 | 12 | 12 | 12 | 12 | 12 | 12 | 12 | 12 | 12 | 12 | 11 | 11 | 11 |
| Atlético Minero        | 4  | 6  | 8  | 11 | 10 | 12 | 10 | 11 | 12 | 13 | 12 | 10 | 9  | 7  | 7  | 9  | 9  | 7  | 7  | 9  | 10 | 10 | 11 | 12 | 12 | 12 |
| Sport Áncash           | 12 | 12 | 12 | 10 | 9  | 8  | 11 | 9  | 10 | 10 | 13 | 13 | 13 | 13 | 13 | 13 | 13 | 13 | 13 | 13 | 13 | 13 | 13 | 13 | 13 | 13 |
| Alianza Cristiana      | 11 | 13 | 14 | 14 | 14 | 14 | 14 | 14 | 14 | 14 | 14 | 14 | 14 | 14 | 14 | 14 | 14 | 14 | 14 | 14 | 14 | 14 | 14 | 14 | 14 | 14 |

## Resultados

### Primera Rueda
| Deportivo Municipal | 2-0 | Sport Áncash           | Municipal de Chorrillos   | 20 de abril | 13:30 |   |
| Atlético Torino     | 4-1 | Sport Victoria         | Municipal La Brea         | 21 de abril | 13:00 | - |
| Los Caimanes        | 2-2 | Alianza Huánuco        | Francisco Mendoza Pizarro | 21 de abril | 13:00 | - |
| Alfonso Ugarte      | 4-1 | Defensor San Alejandro | Enrique Torres Belón      | 21 de abril | 15:00 | - |
| Deportivo Coopsol   | 1-1 | Sport Boys             | Rómulo Shaw Cisneros      | 21 de abril | 15:30 | - |
| Walter Ormeño       | 0-0 | Sportivo Huracán       | Óscar Ramos Cabieses      | 21 de abril | 15:30 | - |
| Atlético Minero     | 2-1 | Alianza Cristiana      | Municipal de Matucana     | 21 de abril | 15:30 | - |

| Sport Boys             | 0-1 | Atlético Torino     | Miguel Grau del Callao | 26 de abril | 20:00 |   |
| Alianza Huánuco        | 3-3 | Walter Ormeño       | Heraclio Tapia         | 27 de abril | 13:30 | - |
| Alianza Cristiana      | 1-4 | Deportivo Coopsol   | Inca Pachacútec        | 27 de abril | 15:15 | - |
| Sportivo Huracán       | 2-1 | Alfonso Ugarte      | Monumental de la UNSA  | 27 de abril | 15:30 | - |
| Sport Victoria         | 1-2 | Deportivo Municipal | Picasso Perata         | 28 de abril | 15:00 | - |
| Sport Áncash           | 2-2 | Los Caimanes        | Rosas Pampa            | 28 de abril | 15:15 | - |
| Defensor San Alejandro | 1-0 | Atlético Minero     | Aliardo Soria Pérez    | 28 de abril | 15:30 | - |

| Atlético Minero   | 0-0 | Sportivo Huracán       | Municipal de Matucana  | 4 de mayo | 15:00 | - |
| Sport Boys        | 2-1 | Alianza Cristiana      | Miguel Grau del Callao | 4 de mayo | 15:45 |   |
| Deportivo Coopsol | 1-0 | Defensor San Alejandro | Rómulo Shaw Cisneros   | 4 de mayo | 15:30 | - |
| Atlético Torino   | 5-1 | Deportivo Municipal    | Municipal La Brea      | 5 de mayo | 13:00 | - |
| Los Caimanes      | 3-2 | Sport Victoria         | Elías Aguirre          | 5 de mayo | 13:00 | - |
| Alfonso Ugarte    | 3-1 | Alianza Huánuco        | Enrique Torres Belón   | 5 de mayo | 15:00 | - |
| Walter Ormeño     | 1-0 | Sport Áncash           | Óscar Ramos Cabieses   | 5 de mayo | 15:30 | - |

| Alianza Cristiana      | 0-3 | Atlético Torino   | Inca Pachacútec         | 11 de mayo | 13:00 | - |
| Sportivo Huracán       | 1-0 | Deportivo Coopsol | Monumental de la UNSA   | 11 de mayo | 13:00 | - |
| Deportivo Municipal    | 0-1 | Los Caimanes      | Municipal de Chorrillos | 11 de mayo | 15:30 |   |
| Sport Áncash           | 3-1 | Alfonso Ugarte    | Rosas Pampa             | 11 de mayo | 20:00 | - |
| Alianza Huánuco        | 1-0 | Atlético Minero   | Heraclio Tapia          | 12 de mayo | 13:30 | - |
| Defensor San Alejandro | 0-5 | Sport Boys        | Aliardo Soria           | 12 de mayo | 15:00 | - |
| Sport Victoria         | 2-0 | Walter Ormeño     | Picasso Peratta         | 12 de mayo | 15:30 | - |

| Atlético Minero   | 1-1 | Sport Áncash           | Municipal de Matucana  | 18 de mayo | 15:00 | - |
| Los Caimanes      | 1-1 | Atlético Torino        | Elías Aguirre          | 18 de mayo | 15:30 | - |
| Sport Boys        | 0-0 | Sportivo Huracán       | Miguel Grau del Callao | 19 de mayo | 11:00 |   |
| Alfonso Ugarte    | 3-0 | Sport Victoria         | Guillermo Briceño      | 19 de mayo | 15:00 | - |
| Walter Ormeño     | 0-0 | Deportivo Municipal    | Óscar Ramos Cabieses   | 19 de mayo | 15:30 | - |
| Deportivo Coopsol | 3-0 | Alianza Huánuco        | Rómulo Shaw Cisneros   | 19 de mayo | 15:30 | - |
| Alianza Cristiana | 1-1 | Defensor San Alejandro | Inca Pachacútec        | 19 de mayo | 15:30 | - |

| Sportivo Huracán    | 0-1 | Alianza Cristiana      | Monumental de la UNSA   | 25 de mayo | 15:30 | - |
| Deportivo Municipal | 1-1 | Alfonso Ugarte         | Municipal de Chorrillos | 26 de mayo | 11:00 |   |
| Atlético Torino     | 2-2 | Defensor San Alejandro | Campeonísimo            | 26 de mayo | 13:00 | - |
| Alianza Huánuco     | 1-1 | Sport Boys             | Heraclio Tapia          | 26 de mayo | 13:30 | - |
| Sport Áncash        | 1-1 | Deportivo Coopsol      | Rosas Pampa             | 26 de mayo | 15:15 | - |
| Sport Victoria      | 1-0 | Atlético Minero        | Picasso Peratta         | 26 de mayo | 15:30 | - |
| Los Caimanes        | 2-0 | Walter Ormeño          | Elías Aguirre           | 26 de mayo | 15:30 | - |

| Atlético Minero        | 0-0 | Deportivo Municipal | Municipal de Matucana  | 1 de junio | 15:00 | - |
| Alianza Cristiana      | 1-2 | Alianza Huánuco     | Max Augustín           | 1 de junio | 16:00 | - |
| Deportivo Coopsol      | 2-0 | Sport Victoria      | Rómulo Shaw Cisneros   | 2 de junio | 11:00 | - |
| Sport Boys             | 2-0 | Sport Áncash        | Miguel Grau del Callao | 2 de junio | 11:00 |   |
| Defensor San Alejandro | 1-1 | Sportivo Huracán    | Aliardo Soria          | 2 de junio | 15:00 | - |
| Alfonso Ugarte         | 0-0 | Los Caimanes        | Enrique Torres Belón   | 2 de junio | 15:00 | - |
| Walter Ormeño          | 4-0 | Atlético Torino     | Óscar Ramos Cabieses   | 2 de junio | 15:45 | - |

| Deportivo Municipal | 0-1 | Deportivo Coopsol      | Municipal de Chorrillos | 8 de junio | 14:00 |   |
| Atlético Torino     | 2-1 | Sportivo Huracán       | Campeonísimo            | 9 de junio | 13:00 | - |
| Alianza Huánuco     | 3-3 | Defensor San Alejandro | Heraclio Tapia          | 9 de junio | 13:30 | - |
| Walter Ormeño       | 1-1 | Alfonso Ugarte         | Óscar Ramos Cabieses    | 9 de junio | 15:30 | - |
| Sport Áncash        | 3-2 | Alianza Cristiana      | Rosas Pampa             | 9 de junio | 15:30 | - |
| Sport Victoria      | 0-2 | Sport Boys             | Picasso Peratta         | 9 de junio | 15:30 | - |
| Los Caimanes        | 1-1 | Atlético Minero        | Elías Aguirre           | 9 de junio | 15:30 | - |

| Atlético Minero        | 0-1 | Walter Ormeño       | Municipal de Matucana  | 15 de junio | 15:00 | - |
| Sportivo Huracán       | 1-1 | Alianza Huánuco     | Mariano Melgar         | 15 de junio | 15:15 | - |
| Deportivo Coopsol      | 3-3 | Los Caimanes        | Rómulo Shaw Cisneros   | 15 de junio | 15:30 | - |
| Sport Boys             | 2-1 | Deportivo Municipal | Miguel Grau del Callao | 15 de junio | 19:00 |   |
| Alianza Cristiana      | 0-0 | Sport Victoria      | Max Augustín           | 15 de junio | 20:00 | - |
| Defensor San Alejandro | 2-0 | Sport Áncash        | Aliardo Soria          | 16 de junio | 15:00 | - |
| Alfonso Ugarte         | 2-0 | Atlético Torino     | Enrique Torres Belón   | 16 de junio | 15:00 | - |

| Sport Victoria      | 3-1 | Defensor San Alejandro | Picasso Peratta           | 22 de junio | 15:30 | - |
| Atlético Torino     | 2-0 | Alianza Huánuco        | Campeonísimo              | 23 de junio | 13:00 | - |
| Alfonso Ugarte      | 3-1 | Atlético Minero        | Enrique Torres Belón      | 23 de junio | 15:00 | - |
| Los Caimanes        | 2-1 | Sport Boys             | Francisco Mendoza Pizarro | 23 de junio | 15:30 | - |
| Walter Ormeño       | 1-1 | Deportivo Coopsol      | Óscar Ramos Cabieses      | 23 de junio | 15:30 | - |
| Sport Áncash        | 1-1 | Sportivo Huracán       | Rosas Pampa               | 23 de junio | 15:30 | - |
| Deportivo Municipal | 3-0 | Alianza Cristiana      | -                         | -           | -     | - |

| Sportivo Huracán       | 1-1 | Sport Victoria      | Mariano Melgar         | 29 de junio | 13:00 | - |
| Alianza Huánuco        | 6-1 | Sport Áncash        | Heraclio Tapia         | 29 de junio | 13:30 | - |
| Atlético Minero        | 2-1 | Atlético Torino     | Municipal de Matucana  | 29 de junio | 15:00 | - |
| Deportivo Coopsol      | 0-0 | Alfonso Ugarte      | Rómulo Shaw Cisneros   | 29 de junio | 15:30 | - |
| Sport Boys             | 1-0 | Walter Ormeño       | Miguel Grau del Callao | 30 de junio | 11:00 |   |
| Defensor San Alejandro | 3-1 | Deportivo Municipal | Aliardo Soria          | 30 de junio | 15:00 | - |
| Alianza Cristiana      | 0-3 | Los Caimanes        | -                      | -           | -     | - |

| Atlético Torino     | 2-0 | Sport Áncash           | Campeonísimo              | 7 de julio | 13:00 | - |
| Alfonso Ugarte      | 3-0 | Sport Boys             | Enrique Torres Belón      | 7 de julio | 15:00 | - |
| Deportivo Municipal | 2-3 | Sportivo Huracán       | Iván Elías Moreno         | 7 de julio | 15:00 |   |
| Atlético Minero     | 2-0 | Deportivo Coopsol      | Municipal de Matucana     | 7 de julio | 15:00 | - |
| Sport Victoria      | 1-0 | Alianza Huánuco        | Picasso Peratta           | 7 de julio | 15:00 | - |
| Los Caimanes        | 2-1 | Defensor San Alejandro | Francisco Mendoza Pizarro | 7 de julio | 15:30 | - |
| Walter Ormeño       | 3-0 | Alianza Cristiana      | -                         | -          | -     | - |

| Alianza Huánuco        | 1-0 | Deportivo Municipal | Heraclio Tapia         | 13 de julio | 13:30 | - |
| Sport Boys             | 0-1 | Atlético Minero     | Miguel Grau del Callao | 13 de julio | 16:00 |   |
| Sport Áncash           | 1-1 | Sport Victoria      | Municipal de Recuay    | 14 de julio | 12:15 | - |
| Sportivo Huracán       | 1-1 | Los Caimanes        | Monumental de la UNSA  | 14 de julio | 13:00 | - |
| Defensor San Alejandro | 1-0 | Walter Ormeño       | Aliardo Soria          | 14 de julio | 15:00 | - |
| Deportivo Coopsol      | 2-1 | Atlético Torino     | Rómulo Shaw Cisneros   | 14 de julio | 15:30 | - |
| Alianza Cristiana      | 0-3 | Alfonso Ugarte      | -                      | -           | -     | - |

### Segunda Rueda
| Sportivo Huracán       | 0-1 | Walter Ormeño       | Monumental de la UNSA  | 20 de julio | 13:00 | - |
| Alianza Huánuco        | 4-4 | Los Caimanes        | Heraclio Tapia         | 20 de julio | 13:30 | - |
| Sport Boys             | 2-2 | Deportivo Coopsol   | Miguel Grau del Callao | 20 de julio | 18:00 |   |
| Defensor San Alejandro | 2-0 | Alfonso Ugarte      | Aliardo Soria          | 21 de julio | 15:00 | - |
| Sport Victoria         | 1-0 | Atlético Torino     | Picasso Peratta        | 21 de julio | 15:00 | - |
| Sport Áncash           | 2-1 | Deportivo Municipal | Rosas Pampa            | 21 de julio | 15:30 | - |
| Alianza Cristiana      | 0-3 | Atlético Minero     | -                      | -           | -     | - |

| Atlético Torino     | 3-1 | Sport Boys             | Campeonísimo              | 4 de agosto | 13:00 | - |
| Los Caimanes        | 4-2 | Sport Áncash           | Francisco Mendoza Pizarro | 4 de agosto | 13:00 | - |
| Alfonso Ugarte      | 2-0 | Sportivo Huracán       | Enrique Torres Belón      | 4 de agosto | 15:00 | - |
| Atlético Minero     | 0-0 | Defensor San Alejandro | Municipal de Matucana     | 4 de agosto | 15:00 | - |
| Deportivo Municipal | 2-0 | Sport Victoria         | Iván Elías Moreno         | 4 de agosto | 15:00 |   |
| Walter Ormeño       | 3-2 | Alianza Huánuco        | Óscar Ramos Cabieses      | 4 de agosto | 15:30 | - |
| Deportivo Coopsol   | 3-0 | Alianza Cristiana      | -                         | -           | -     | - |

| Alianza Huánuco        | 2-1 | Alfonso Ugarte    | Heraclio Tapia        | 10 de agosto | 13:30 | - |
| Sportivo Huracán       | 2-1 | Atlético Minero   | Monumental de la UNSA | 10 de agosto | 15:00 | - |
| Sport Áncash           | 1-2 | Walter Ormeño     | Estadio Rosas Pampa   | 11 de agosto | 12:15 | - |
| Deportivo Municipal    | 2-3 | Atlético Torino   | Iván Elías Moreno     | 11 de agosto | 15:00 |   |
| Defensor San Alejandro | 7-3 | Deportivo Coopsol | Aliardo Soria         | 11 de agosto | 15:00 | - |
| Sport Victoria         | 0-1 | Los Caimanes      | Picasso Peratta       | 11 de agosto | 15:30 | - |
| Alianza Cristiana      | 0-3 | Sport Boys        | -                     | -            | -     | - |

| Alfonso Ugarte    | 4-0 | Sport Áncash           | Enrique Torres Belón    | 18 de agosto | 15:00 | - |
| Los Caimanes      | 1-0 | Deportivo Municipal    | De la Juventud          | 18 de agosto | 15:00 | - |
| Atlético Minero   | 1-1 | Alianza Huánuco        | Municipal de Matucana   | 18 de agosto | 15:30 | - |
| Deportivo Coopsol | 1-1 | Sportivo Huracán       | Rómulo Shaw Cisneros    | 18 de agosto | 15:30 | - |
| Walter Ormeño     | 0-2 | Sport Victoria         | Óscar Ramos Cabieses    | 18 de agosto | 15:30 | - |
| Sport Boys        | 0-0 | Defensor San Alejandro | Municipal de Chorrillos | 19 de agosto | 15:00 |   |
| Atlético Torino   | 3-0 | Alianza Cristiana      | -                       | -            | -     | - |

| Alianza Huánuco        | 1-1 | Deportivo Coopsol | Heraclio Tapia        | 24 de agosto | 13:30 | - |
| Sportivo Huracán       | 1-1 | Sport Boys        | Monumental de la UNSA | 24 de agosto | 15:00 | - |
| Atlético Torino        | 2-1 | Los Caimanes      | Campeonísimo          | 25 de agosto | 13:00 | - |
| Deportivo Municipal    | 0-0 | Walter Ormeño     | Iván Elías Moreno     | 25 de agosto | 15:00 |   |
| Sport Victoria         | 0-1 | Alfonso Ugarte    | Picasso Peratta       | 25 de agosto | 15:30 | - |
| Sport Áncash           | 0-3 | Atlético Minero   | -                     | -            | -     | - |
| Defensor San Alejandro | 3-0 | Alianza Cristiana | -                     | -            | -     | - |

| Atlético Minero        | 2-0 | Sport Victoria      | Municipal de Matucana  | 31 de agosto    | 15:00 | - |
| Sport Boys             | 2-3 | Alianza Huánuco     | Miguel Grau del Callao | 1 de septiembre | 11:00 | - |
| Alfonso Ugarte         | 1-0 | Deportivo Municipal | Enrique Torres Belón   | 1 de septiembre | 15:00 | - |
| Defensor San Alejandro | 1-0 | Atlético Torino     | Aliardo Soria          | 1 de septiembre | 15:00 | - |
| Walter Ormeño          | 2-1 | Los Caimanes        | Óscar Ramos Cabieses   | 1 de septiembre | 15:30 | - |
| Alianza Cristiana      | 0-3 | Sportivo Huracán    | -                      | -               | -     | - |
| Deportivo Coopsol      | 3-0 | Sport Áncash        | -                      | -               | -     | - |

| Sportivo Huracán    | 3-1 | Defensor San Alejandro | Monumental de la UNSA | 7 de septiembre | 15:00 | - |
| Atlético Torino     | 1-1 | Walter Ormeño          | Campeonísimo          | 8 de septiembre | 13:00 | - |
| Deportivo Municipal | 2-1 | Atlético Minero        | Iván Elías Moreno     | 8 de septiembre | 15:00 | - |
| Los Caimanes        | 1-0 | Alfonso Ugarte         | De la Juventud        | 8 de septiembre | 15:00 | - |
| Sport Victoria      | 2-1 | Deportivo Coopsol      | Picasso Peratta       | 8 de septiembre | 15:30 | - |
| Sport Áncash        | 0-3 | Sport Boys             | -                     | -               | -     | - |
| Alianza Huánuco     | 3-0 | Alianza Cristiana      | -                     | -               | -     | - |

| Sportivo Huracán       | 0-0 | Atlético Torino     | Mariano Melgar         | 13 de septiembre | 15:30 | - |
| Atlético Minero        | 0-3 | Los Caimanes        | Municipal de Matucana  | 14 de septiembre | 15:30 | - |
| Deportivo Coopsol      | 0-2 | Deportivo Municipal | Rómulo Shaw Cisneros   | 14 de septiembre | 15:30 | - |
| Sport Boys             | 2-1 | Sport Victoria      | Miguel Grau del Callao | 15 de septiembre | 11:00 |   |
| Alfonso Ugarte         | 3-0 | Walter Ormeño       | Enrique Torres Belón   | 15 de septiembre | 15:00 | - |
| Defensor San Alejandro | 5-1 | Alianza Huánuco     | Aliardo Soria          | 15 de septiembre | 15:00 | - |
| Alianza Cristiana      | -   | Sport Áncash        | -                      | -                | -     | - |

| Alianza Huánuco     | 3-3 | Sportivo Huracán       | Heraclio Tapia       | 21 de septiembre | 13:30 | - |
| Atlético Torino     | 1-0 | Alfonso Ugarte         | Campeonísimo         | 22 de septiembre | 13:00 | - |
| Deportivo Municipal | 0-1 | Sport Boys             | Iván Elías Moreno    | 22 de septiembre | 15:00 | - |
| Los Caimanes        | 1-1 | Deportivo Coopsol      | De la Juventud       | 22 de septiembre | 15:00 | - |
| Walter Ormeño       | 4-1 | Atlético Minero        | Óscar Ramos Cabieses | 22 de septiembre | 15:30 | - |
| Sport Victoria      | 3-0 | Alianza Cristiana      | -                    | -                | -     | - |
| Sport Áncash        | 0-3 | Defensor San Alejandro | -                    | -                | -     | - |

| Deportivo Coopsol      | 1-0 | Walter Ormeño       | Rómulo Shaw Cisneros   | 28 de septiembre | 15:30 | - |
| Alianza Huánuco        | 3-2 | Atlético Torino     | Heraclio Tapia         | 29 de septiembre | 13:30 | - |
| Atlético Minero        | 0-2 | Alfonso Ugarte      | Municipal de Matucana  | 29 de septiembre | 15:00 | - |
| Defensor San Alejandro | 0-1 | Sport Victoria      | Aliardo Soria          | 29 de septiembre | 15:00 | - |
| Sport Boys             | 0-2 | Los Caimanes        | Miguel Grau del Callao | 30 de septiembre | 20:00 | - |
| Sportivo Huracán       | 3-0 | Sport Áncash        | -                      | -                | -     | - |
| Alianza Cristiana      | 0-3 | Deportivo Municipal | -                      | -                | -     | - |

| Sport Victoria      | 1-1 | Sportivo Huracán       | Picasso Peratta      | 5 de octubre | 15:30 | - |
| Atlético Torino     | 1-0 | Atlético Minero        | Campeonísimo         | 6 de octubre | 13:00 | - |
| Alfonso Ugarte      | 3-1 | Deportivo Coopsol      | Enrique Torres Belón | 6 de octubre | 15:00 | - |
| Deportivo Municipal | 2-1 | Defensor San Alejandro | Iván Elías Moreno    | 6 de octubre | 15:00 | - |
| Walter Ormeño       | 1-1 | Sport Boys             | Óscar Ramos Cabieses | 6 de octubre | 15:30 | - |
| Los Caimanes        | 3-0 | Alianza Cristiana      | -                    | -            | -     | - |
| Sport Áncash        | 0-3 | Alianza Huánuco        | -                    | -            | -     | - |

| Deportivo Coopsol      | 0-0 | Atlético Minero     | Rómulo Shaw Cisneros   | 12 de octubre | 15:30 | - |
| Sportivo Huracán       | 2-2 | Deportivo Municipal | Mariano Melgar         | 12 de octubre | 15:30 | - |
| Alianza Huánuco        | 3-0 | Sport Victoria      | Heraclio Tapia         | 13 de octubre | 13:30 | - |
| Defensor San Alejandro | 1-3 | Los Caimanes        | Aliardo Soria          | 13 de octubre | 15:00 | - |
| Sport Boys             | 1-0 | Alfonso Ugarte      | Miguel Grau del Callao | 13 de octubre | 15:00 | - |
| Sport Áncash           | 0-3 | Atlético Torino     | -                      | -             | -     | - |
| Alianza Cristiana      | 0-3 | Walter Ormeño       | -                      | -             | -     | - |

| Atlético Torino     | 1-4 | Deportivo Coopsol      | Campeonísimo          | 20 de octubre | 13:00 | - |
| Deportivo Municipal | 2-2 | Alianza Huánuco        | Iván Elías Moreno     | 20 de octubre | 15:00 | - |
| Los Caimanes        | 2-2 | Sportivo Huracán       | De la Juventud        | 20 de octubre | 15:00 | - |
| Atlético Minero     | 0-1 | Sport Boys             | Municipal de Matucana | 20 de octubre | 15:30 | - |
| Walter Ormeño       | 0-1 | Defensor San Alejandro | Municipal de Quilmaná | 20 de octubre | 15:30 | - |
| Alfonso Ugarte      | 3-0 | Alianza Cristiana      | -                     | -             | -     | - |
| Sport Victoria      | 3-0 | Sport Áncash           | -                     | -             | -     | - |

Fuente: Dechalaca.com

### Partido Final
| 12         | POR        | Harold Quiroz   |     |
| 19         | DEF        | Kike Rodríguez  |     |
| 18         | DEF        | Roller Cambindo |     |
| 3          | DEF        | Moisés Cabada   | 76' |
| 8          | MED        | Omar Zegarra    | 66' |
| 4          | MED        | Wilmer Carrillo |     |
| 20         | MED        | Martín Hidalgo  |     |
| 13         | MED        | Sergio Ubillús  |     |
| 30         | MED        | Ray Gómez       | 69' |
| 26         | DEL        | Janio Posito    |     |
| 25         | DEL        | Pierre Orosco   |     |
| Entrenador | Entrenador | Teddy Cardama   |     |

| 21         | POR        | Federico Nicosia     |     |
| 17         | DEF        | Junior Chumbiray     |     |
| 3          | DEF        | Miguel Reyna         |     |
| 13         | DEF        | Javier Cárdenas      |     |
| 4          | DEF        | Marlon García        |     |
| 6          | MED        | Paul Rodríguez       |     |
| 27         | MED        | Jean Pierre Araníbar | 82' |
| 15         | MED        | Luis Pari            | 54' |
| 8          | MED        | Edward Salas         |     |
| 20         | DEL        | Henry Meléndez       |     |
| 24         | DEL        | Bryan Zamora         | 69' |
| Entrenador | Entrenador | Willy Escapa         |     |

| 23 | MED | Carlos Elías   | 66' |
| 17 | MED | Elsar Rodas    | 69' |
| 16 | DEL | Yoffre Vásquez | 76' |

| 9  | DEL | Javier Carnero | 54' |
| 11 | DEL | Diego Silva    | 69' |
| 7  | MED | Héctor Arenas  | 82' |

| Anotado | 20' | Janio Posito | 1-0 |
| Anotado | 84' | Janio Posito | 2-2 |

| Anotado | 38' | Jean Pierre Araníbar | 1-1 |
| Anotado | 75' | Javier Carnero       | 1-2 |

| Amonestado |  | Kike Rodríguez  |
| Amonestado |  | Wilmer Carrillo |

| Árbitro             | Javier Camacho   |
| Árbitros asistentes | Ceifer Cachay    |
| Árbitros asistentes | Jaime Díaz       |
| Cuarto árbitro      | William Sanjinez |

| 12         | POR        | Harold Quiroz   |     |
| 19         | DEF        | Kike Rodríguez  |     |
| 18         | DEF        | Roller Cambindo |     |
| 3          | DEF        | Moisés Cabada   | 76' |
| 8          | MED        | Omar Zegarra    | 66' |
| 4          | MED        | Wilmer Carrillo |     |
| 20         | MED        | Martín Hidalgo  |     |
| 13         | MED        | Sergio Ubillús  |     |
| 30         | MED        | Ray Gómez       | 69' |
| 26         | DEL        | Janio Posito    |     |
| 25         | DEL        | Pierre Orosco   |     |
| Entrenador | Entrenador | Teddy Cardama   |     |

| 21         | POR        | Federico Nicosia     |     |
| 17         | DEF        | Junior Chumbiray     |     |
| 3          | DEF        | Miguel Reyna         |     |
| 13         | DEF        | Javier Cárdenas      |     |
| 4          | DEF        | Marlon García        |     |
| 6          | MED        | Paul Rodríguez       |     |
| 27         | MED        | Jean Pierre Araníbar | 82' |
| 15         | MED        | Luis Pari            | 54' |
| 8          | MED        | Edward Salas         |     |
| 20         | DEL        | Henry Meléndez       |     |
| 24         | DEL        | Bryan Zamora         | 69' |
| Entrenador | Entrenador | Willy Escapa         |     |

| 23 | MED | Carlos Elías   | 66' |
| 17 | MED | Elsar Rodas    | 69' |
| 16 | DEL | Yoffre Vásquez | 76' |

| 9  | DEL | Javier Carnero | 54' |
| 11 | DEL | Diego Silva    | 69' |
| 7  | MED | Héctor Arenas  | 82' |

| Anotado | 20' | Janio Posito | 1-0 |
| Anotado | 84' | Janio Posito | 2-2 |

| Anotado | 38' | Jean Pierre Araníbar | 1-1 |
| Anotado | 75' | Javier Carnero       | 1-2 |

| Amonestado |  | Kike Rodríguez  |
| Amonestado |  | Wilmer Carrillo |

| Árbitro             | Javier Camacho   |
| Árbitros asistentes | Ceifer Cachay    |
| Árbitros asistentes | Jaime Díaz       |
| Cuarto árbitro      | William Sanjinez |

|                      |
| Campeón Los Caimanes |
| 1.º título           |

## Goleadores
Fecha de actualización: 24 de octubre de 2013

Simbología:

: Goles anotados.

| Jugador            | Equipo            | Goles anotados |
| ------------------ | ----------------- | -------------- |
| Jesús Reyes        | Alianza Huánuco   | 13             |
| Juan Pablo Vergara | Alfonso Ugarte    | 12             |
| Janio Posito       | Los Caimanes      | 10             |
| Luis Laguna        | Sport Victoria    | 9              |
| César Flores       | Atlético Torino   | 9              |
| Alexander Salas    | Alianza Huánuco   | 9              |
| Smith              | Alianza Huánuco   | 9              |
| Juan Luna          | Deportivo Coopsol | 7              |
| Rodrigo Saraz      | Deportivo Coopsol | 7              |
| Joao Villamarín    | Sport Áncash      | 7              |
| Fernando Martínez  | Atlético Torino   | 7              |
| Sebasthian Yraola  | Deportivo Coopsol | 7              |
| Leandro Franco     | Sport Boys        | 6              |
| Iván Velásquez     | Los Caimanes      | 6              |
| Carlos Elías       | Los Caimanes      | 6              |

## Asistencia y recaudación

### Asistencia por fecha
| 1º  | 13.226 | 166,562.00 |
| 2º  | 19.913 | 257,320.50 |
| 3º  | 11.832 | 146,772.00 |
| 4º  | 12.464 | 155,887.00 |
| 5º  | 10.465 | 127,783.00 |
| 6º  | 13.277 | 184,305.50 |
| 7º  | 14.008 | 149,561.00 |
| 8º  | 10.617 | 153,174.00 |
| 9º  | 11.416 | 118,449.00 |
| 10º | 8.440  | 110,037.00 |
| 11º | 5.799  | 63,645.00  |
| 12º | 14.109 | 159,196.50 |
| 13º | 5.048  | 55,165.00  |

| 14° | 7.621  | 80,566.00  |
| 15° | 12.647 | 163,699.00 |
| 16° | 8.050  | 85,211.00  |
| 17º | 7.542  | 92,237.00  |
| 18º | 8.677  | 140,439.50 |
| 19º | 15.687 | 176,407.00 |
| 20º | 5.027  | 81,210.50  |
| 21º | 10.910 | 114,415.00 |
| 22º | 5.748  | 83,313.00  |
| 23º | 6.812  | 68,105.50  |
| 24º | 7.575  | 88,787.50  |
| 25º | 2.731  | 27,401.50  |
| 26º | 1.861  | 16,858.50  |

### Partidos con mayor asistencia
| Fecha | Estadio       | Ciudad   | Local                  | Visita                 | Público |
| ----- | ------------- | -------- | ---------------------- | ---------------------- | ------- |
| 12°   | Torres Belón  | Puno     | Alfonso Ugarte         | Sport Boys             | 10.000  |
| 19°   | Torres Belón  | Puno     | Alfonso Ugarte         | Deportivo Municipal    | 7.293   |
| 2°    | Rosas Pampa   | Huaraz   | Sport Áncash           | Los Caimanes           | 6.035   |
| 19°   | Aliardo Soria | Pucallpa | Defensor San Alejandro | Atlético Torino        | 5.737   |
| 21°   | Torres Belón  | Puno     | Alfonso Ugarte         | Walter Ormeño          | 5.718   |
| 24°   | Torres Belón  | Puno     | Alfonso Ugarte         | Deportivo Coopsol      | 5.666   |
| 18°   | Campeonísimo  | Talara   | Atlético Torino        | Los Caimanes           | 5.665   |
| 7°    | Torres Belón  | Puno     | Alfonso Ugarte         | Los Caimanes           | 5.586   |
| 15°   | Torres Belón  | Puno     | Alfonso Ugarte         | Sportivo Huracán       | 5.555   |
| 6°    | Campeonísimo  | Talara   | Atlético Torino        | Defensor San Alejandro | 4.772   |

### Espectadores de los clubes
La tabla muestra la cantidad de espectadores que acumuló cada equipo en sus respectivos partidos de local. También se muestra el promedio de espectadores por partido y la recaudación bruta.
| N.º | Equipo                 | PJ de local | Asistencia | Promedio | Recaudación |
| --- | ---------------------- | ----------- | ---------- | -------- | ----------- |
| 1º  | Alfonso Ugarte         | 12          | 63.499     | 5.291    | 690,214.00  |
| 2º  | Defensor San Alejandro | 12          | 39.341     | 3.278    | 414,458.00  |
| 3º  | Atlético Torino        | 12          | 31.686     | 2.640    | 505,704.50  |
| 4º  | Sport Áncash           | 8           | 22.305     | 2.788    | 296,657.50  |
| 5º  | Sport Boys             | 13          | 21.832     | 1.679    | 247,966.50  |
| 6º  | Walter Ormeño          | 12          | 21.614     | 1.801    | 341,424.00  |
| 7º  | Deportivo Municipal    | 12          | 14.411     | 1.200    | 171,115.50  |
| 8º  | Sport Victoria         | 10          | 8.970      | 897      | 116,287.00  |
| 9º  | Sportivo Huracán       | 12          | 8.209      | 684      | 91,521.50   |
| 10º | Los Caimanes           | 12          | 5.145      | 428      | 50,981.50   |
| 11º | Alianza Huánuco        | 12          | 4.414      | 367      | 32,131.00   |
| 12º | Deportivo Coopsol      | 11          | 4.251      | 386      | 55,037.50   |
| 13º | Atlético Minero        | 13          | 2.851      | 219      | 22,679.50   |
| 14º | Alianza Cristiana      | 5           | 1.960      | 392      | 18,731.00   |

*Nota: Control de asistencia y recaudación.

## Premiación
| Jugador            | Equipo              | Categoría                    |
| ------------------ | ------------------- | ---------------------------- |
| Marco Flores       | Alfonso Ugarte      | Arquero menos batido         |
| Juan Pablo Vergara | Alfonso Ugarte      | Mejor Jugador del campeonato |
| Jesús Reyes        | Alianza Huánuco     | Goleador del campeonato      |
| Teddy Cardama      | Los Caimanes        | Entrenador destacado         |
| José Zurita        | Deportivo Municipal | Jugador Revelación           |